# Edward Hanson
Edward Hanson, né le 12 février 1889 à Alexandria au Minnesota et mort le 18 octobre 1959 à La Jolla en Californie, est un homme politique américain. Il est gouverneur des Samoa américaines de 1938 à 1940.